# Летница (Витина)
Летница (алб. Letnicë) је насеље у општини Витина, Косово и Метохија, Република Србија.
Овде се налази Црква Узнешења Богородице Црнагорске.
Већина Хрвата у селу Летница је напустила село због физичких претњи и напада припаданика ОВК.

## Становништво
| Демографија | Демографија | Демографија |
| Година      | Становника  | Становника  |
| ----------- | ----------- | ----------- |
| 1961.       | 325         |             |
| 1971.       | 457         |             |
| 1981.       | 760         |             |
| 1991.       | 818         |             |
| 2013.       | 267         |             |